# Московский машиностроительный завод «Вперёд»

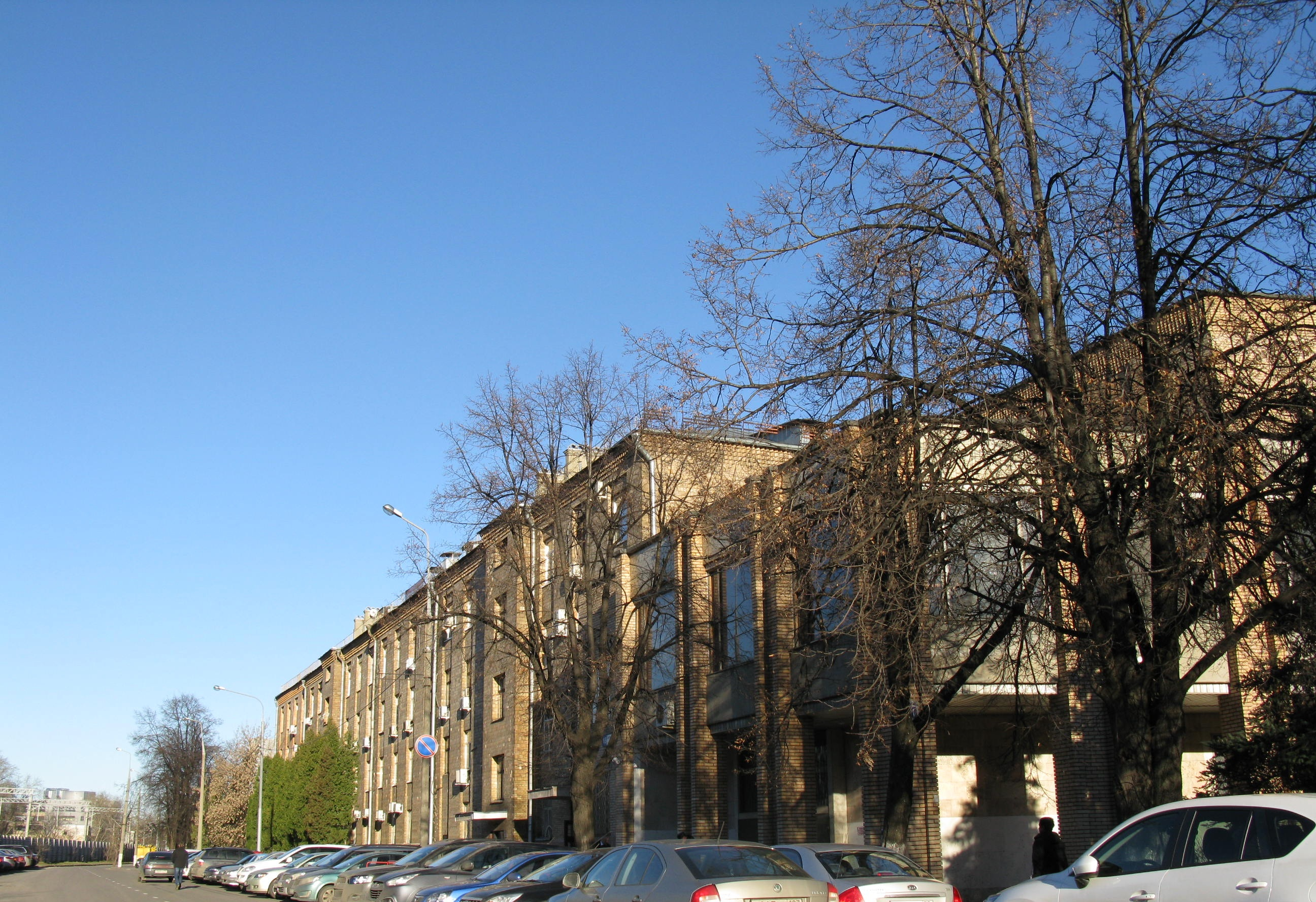
Здание заводоуправления ММЗ "Вперед" на проезде Энтузиастов

Московский машиностроительный завод «Вперёд» (АО ММЗ «Вперёд») — российское промышленное предприятие по производству рулевых винтов для вертолётов и лопастей к ним.

## История
Завод № 3 был основан в марте 1931 года по приказу начальника Военно-строительного управления РККА. Основной деятельностью предприятия на тот момент было изготовление деревянных труб для трубопроводов и различных строительных деталей — дверей, плинтусов и другой фурнитуры. С 1933 года завод начинает и постепенно увеличивает производство высококачественной мебели, в том числе по заказам Совнаркома и домов Красной Армии.
В 1941 году в связи с начавшейся Великой Отечественной войной завод изменил профиль выпускаемой продукции. Сначала предприятие было передано в распоряжение Народного комиссариата авиационной промышленности СССР, а в августе 1941 года завод был переименован в «Государственный завод № 383 НКАП» и начал производство моноблочных деревянных винтов и деревянных лопастей к винтам изменяемого шага (ВИШ) к самолётам отечественного (У-2, ПО-2, Як-6, Р-5, ЛаГГ-3, ИЛ-2, ТБ-7) и иностранного («Ротол», «Спитфайр», «Харрикейн») производства. За годы войны было изготовлено более 6000 комплектов лопастей и более 40000 моноблочных винтов, которые были необходимы для производства боевых самолётов.
В 1945 году на заводе было освоено серийное производство деревянных лопастей ветроэлектрических установок ВИСХОМ-3,5. Установка имела ветроколесо диаметром 3,5 м, установленную мощность генератора 1 кВт и предназначалась для освещения и радиофикации отдельных домов в областях, не имеющих стационарных электрических сетей. Производственный рост продолжился за счёт освоения производства воздушных винтов типа В-501, В-509, разработанных в ОКБ-383 для легкомоторных транспортных, учебно-тренировочных и спортивных самолётов.
В 1948 году завод начал производство винтов В-501. В последующие годы — В-509, В-514, В-521, В-525, В-530, В-536. Воздушный винт В-530-Д35, рассчитанный на совместную работу с регулятором Р-2 и двигателем М-14, оказался более эффективным на самолёте ЯК-18, благодаря ему обеспечивалась высокая тяговооружённость самолёта и приёмистость двигателя. Данный винт был запущен в серийное производство в 1957 году, а используется и серийно изготовляется и в настоящее время. Вместе с самолётом и двигателем воздушный винт В-530-Д35 за этот период имел ряд конструктивных улучшений, проводившихся с целью повышения надёжности и ресурса. Сейчас серийно выпускается модификация винта В-530ТA-Д35, которая эксплуатируется на самолётах Як-18, Як-50, ЯК-52, Як-55 и ЯК-55М.
С 1951 года деятельность завода перенаправлена на производство оборудования для вертолётной авиации.
Как только СССР начал серийное производство вертолётов Ми-1 (на Казанском вертолётном заводе), завод получил заказ на изготовление рулевых винтов в связи с тем, что уже имел значительный опыт серийного производства воздушных винтов с деревянными лопастями и необходимое для этого оборудование. В дальнейшем практически все вышедшие из ОКБ М. Л. Миля вертолёты оборудовались рулевыми винтами Завода № 383.
В 1963 году «Завод № 383 МАП» был переименован в Московский машиностроительный завод «Вперёд».
С 2004 года ММЗ «Вперёд» входит в вертолётостроительный холдинг корпорации «Оборонпром».
24 июня 2024 года, из-за российского вторжения на Украину, завод попал в санкционный список стран Европейского союза так как «завод является ведущим предприятием по производству рулевых винтов и лопастей для вертолетов семейства Ми, которые широко используются российскими войсками в ходе агрессивной войны против Украины».

## Современное производство
- Рулевой винт 286-3904-00 для вертолётов Ми-28 и Ми-28Н
- Рулевой винт 542-3904-000 для вертолётов Ми-35 М
- Рулевые винты 8-3901-000, 8-3904-000, 246-3901-000, 246-3904-000 для вертолётов Ми-8, Ми-14, Ми-17, Ми-24 и их модификаций
- Лопасти рулевого винта 90-3924-00 для тяжёлых транспортных вертолетов Ми-26, Ми-26Т
- Воздушный винт В-530ТА-Д35 для самолётов Як-18Т, Як-50, Як-52, Як-55, Су-26, Су-29.
- Воздушный винт МТВ-9 для самолётов Як-18, Як-52, Як-55, Як-54, Як-58, «Молния-1», Су-26МХ, Су-29, Су-31 (М14П, М14ПТ, М14ПФ с редукцией 0,658 и регулятором постоянных оборотов Р2 сер. 04-01, Lycoming, Porshe, Conti.
- Воздушный винт ВВ-3-600 для беспилотных самолётов-разведчиков
- Воздушный винт ВМ-3 для лёгких самолётов и мотодельтопланов
- Воздушный винт ВВ-9 для самолётов Су-49
- Мобильные ветроэнергетические комплексы «Форвард» и «Жаворонок»
- Электронасосные агрегаты, металлообработка и деревообработка.